# Интрон
Интроны — участки ДНК, копии которых удаляются из первичного транскрипта и отсутствуют в зрелой РНК.

Схема нуклеотидной последовательности пре-мРНК гена CDK4 человека. Большую часть последовательности занимают интроны (показаны серым цветом)

После транскрипции последовательности нуклеотидов, соответствующие интронам, вырезаются из незрелой мРНК (пре-мРНК) в процессе сплайсинга. Интроны характерны для генов эукариот. Интроны также найдены в генах, кодирующих рибосомальные РНК (рРНК), транспортные РНК (тРНК) и некоторые белки прокариот, эти интроны вырезаются на уровне РНК за счёт автосплайсинга. Число и длина интронов очень различны в разных видах и среди разных генов одного организма. Например, геном дрожжей Saccharomyces cerevisiae содержит в целом 293 интрона, в то время как в человеческом геноме можно насчитать свыше 300 тысяч интронов. Обычно интроны длиннее экзонов.
Термин «интрон» (от англ., INTRagenic regiON) наряду с термином «экзон» (от англ., EXpressed regiON) ввёл в 1978 году Уолтер Гилберт.

## Классификация интронов
Существует четыре группы интронов:
- Ядерные интроны, или сплайсосомные интроны, характерны для эукариот, за исключением нуклеоморф[4]. Сплайсосомные интроны подвергаются сплайсингу при помощи сплайсосомы и малых ядерных РНК (snRNA). В последовательности РНК, содержащей ядерные интроны, есть специальные сигнальные последовательности, которые узнаются сплайсосомой.
- Интроны группы I — это широко распространенные некодирующие РНК, обнаруженные в ядерном, хлоропластном и митохондриальном геномах эукариот, в геномах архебактерий, эубактерий и в некоторых вирусных геномах. Эти интроны прерывают гены тРНК, гены рРНК и белок-кодирующие гены, и их сплайсинг из транскрибированной РНК катализируется самим интроном, который складывается в четко определённую трёхмерную структуру[5].
- Интроны группы II
- Интроны группы III

Иногда интроны группы III также относят к группе II, потому что они похожи по структуре и функции.
Интроны I, II и III группы способны к автосплайсингу и встречаются реже, чем сплайсосомные интроны. Интроны II и III группы похожи друг на друга и обладают консервативной вторичной структурой. Они обладают свойствами, похожими на свойства сплайсосомы и, вероятно, являются её эволюционными предшественниками. Интроны I группы, которые встречаются у бактерий, животных и простейших — единственный класс интронов, который требует присутствие несвязанного гуанилового нуклеотида. Их вторичная структура отличается от вторичной структуры интронов II и III группы.

## Биологические функции
Интроны не кодируют белки, но при этом являются важнейшей частью регуляции экспрессии генов. В том числе, обеспечивают альтернативный сплайсинг, который широко используется для получения множества вариантов белка из одного гена. Более того, некоторые интроны играют важную роль в широком спектре функций регуляции экспрессии генов, таких как нонсенс-опосредованный распад и экспорт мРНК. Некоторые интроны сами кодируют функциональные РНК посредством постпроцессинга после сплайсинга с образованием некодирующих молекул РНК.

## Эволюция
Существуют две альтернативные теории, объясняющие происхождение и эволюцию сплайсосомных интронов: так называемые теории ранних интронов (РИ) и поздних интронов (ПИ). Теория РИ утверждает, что многочисленные интроны присутствовали в общих предках эу- и прокариот и, соответственно, интроны являются очень старыми структурами. Согласно этой модели, интроны были потеряны из генома прокариот. Также она предполагает, что ранние интроны способствовали рекомбинации экзонов, представляющих домены белков. ПИ утверждает, что интроны появились в генах относительно недавно, и инсерция интронов в геном произошла после разделения организмов на про- и эукариоты. Эта модель основывается на наблюдении, что сплайсосомные интроны есть только у эукариот.

## Идентификация
Почти все эукариотические ядерные интроны начинаются с GU и оканчиваются AG (правило AG-GU).